# Devotion (trò chơi điện tử)
Devotion (giản thể: 还愿; phồn thể: 還願; Hán-Việt: Hoàn nguyện; bính âm: Huán Yuàn; nghĩa đen 'Hoàn thành ước nguyện') là một trò chơi điện tử kinh dị tâm lý góc nhìn thứ nhất do hãng Red Candle Games từ Đài Loan phát triển và phát hành cho nền tảng Microsoft Windows thông qua Steam vào ngày 19 tháng 2 năm 2019.
Lấy bối cảnh tại Đài Loan những năm thập niên 1980, với phần lớn thời lượng trò chơi diễn ra trong một khu chung cư ở Đài Bắc. Trò chơi mang đậm nhiều yếu tố văn hóa cũng như tôn giáo dân gian Đài Loan với cốt truyện xoay quanh nhân vật chính Đỗ Phong Vũ, vì muốn cứu con gái mắc bệnh đã tin tưởng tuyệt đối vào lời thầy cúng thực hiện những nghi thức mê tín dị đoan gây nên bi kịch gia đình.
Dù ban đầu nhận được rất nhiều đánh giá tích cực từ người chơi, trò chơi đã bị xóa khỏi Steam vào ngày 26 tháng 2 năm 2019 trước một cuộc tranh cãi liên quan đến chi tiết ẩn trong trò chơi. Nhạc nền của trò chơi được sáng tác bởi nhà soạn nhạc người Đài Loan Dương Thích Duy (Vincent Yang). Soundtrack của trò chơi được phát hành trên Steam dưới dạng một DLC.

## Nội dung
Người chơi sẽ nhập vai một biên kịch viên hết thời tên là Đỗ Phong Vũ (Du Feng-yu, 杜豐于) trong một khu chung cư ở Đài Bắc với những căn phòng đại diện cho nhiều năm trong cuộc sống của gia đình họ Đỗ những năm thập niên 1980. Gia đình họ Đỗ gồm 3 thành viên, Phong Vu, người vợ Củng Lệ Phương (Gong Li-fang, 鞏莉芳), một nữ ca sĩ nổi tiếng đã vì chồng con mà từ bỏ sự nghiệp ca hát, và đứa con gái tên là Đỗ Mỹ Tâm (Du Mei-shin, 杜美心), một ca sĩ nhí đang nổi.
Vào những năm đầu của thập niên 1970, Đỗ Phong Vũ từng là một biên kịch viên trẻ tuổi đầy triển vọng, từng đoạt nhiều giải thưởng danh giá. Anh kết hôn với Củng Lệ Phương, một nữ minh tinh của xứ Đài lúc bấy giờ và hai người đã cùng nhau sinh ra cô con gái Mỹ Tâm vào năm 1975. Khi bé được 1 năm tuổi, hai người đã tổ chức lễ thôi nôi để cầu bình an cũng như chọn nghề cho bé. Phong Vũ đã rất kỳ vọng vào cô con gái và hy vọng cô lớn lên cũng sẽ trở thành một ca sĩ nổi tiếng như mẹ mình. Tuy nhiên chẳng bao lâu, gia đình họ Đỗ rơi vào cảnh túng quẫn khi kịch bản của Phong Vũ không còn được đón nhận như trước. Để giữ thể diện trước mặt bạn bè, Phong Vũ liên tục tiêu pha tiền bạc dù sự nghiệp đang trượt dốc không phanh. Do tin tưởng thái quá vào việc Mỹ Tâm sẽ trở thành một ca sĩ nổi tiếng, nên Phong Vũ đầu tư rất nhiều cho cô bé. Vì muốn con gái tập trung vào việc đàn hát, Phong Vũ thậm chí còn xin phép nhà trường cho Mỹ Tâm không phải tham gia buổi dã ngoại cùng các bạn khiến cô rất buồn.
Tài chính gia đình càng ngày càng đi xuống, nhưng Phong Vũ vẫn một mực cắm đầu vào việc viết thật nhiều kịch bản với hy vọng ai đó sẽ lựa chọn chúng. Giữa Phong Vũ và Lị Phương vì thể đã xảy ra xung đột và người chịu nhiều tác động nhất của sự rạn nứt lại chính là Mỹ Tâm khi cô vốn đã bị áp lực do được cha mẹ đặt quá nhiều kỳ vọng nay còn phải thường xuyên nghe cha mẹ cãi nhau và dần dần mắc chứng hysteria. Mỹ Tâm do chịu quá nhiều áp lực nên đã ngất xỉu tại trường. Khi được bác sĩ chẩn đoán là cô không mắc bệnh gì và khuyên gia đình nên đưa cháu đi tới bác sĩ thần kinh, Phong Vũ đã không nghe vì cho rằng bác sĩ nói con mình bị điên. Hứa hẹn sẽ đưa con gái đi chơi, nhưng do bận rộn nên liên tục thất hứa khiến cô bé tức giận và cảm thấy bị dối lừa làm bệnh tình của cô càng nặng thêm.
Đầu năm 1986, Phong Vũ tìm đến một thầy cúng là Hà lão sư (何老師) sống trong cùng khu chung cư. Nghe theo lời thầy Hà, Phong Vũ bắt đầu cúng Từ Cô Quan âm (慈孤觀音) để cứu chữa cho con. Vì một lý do nào đó, bệnh tình của Mỹ Tâm tự nhiên khỏi hẳn. Phong Vũ vì thế tin tưởng tuyệt đối vào thầy Hà và Từ Cô Quan âm. Mọi chuyện tiếp tục trôi qua, thì đột nhiên căn bệnh của Mỹ Tâm tái phát và ngày càng nặng thêm sau khi cô bé bị loại ở vòng cuối của một cuộc thi ca nhạc. Dù tình hình kinh tế không khá khẩm hơn trước, Phong Vũ vẫn tiếp tục vung tiền cho thầy Hà để cúng Từ Cô. Lệ Phương cố gắng can ngăn chồng từ bỏ con đường mê tín dị đoan nhưng Phong Vũ một mực không nghe. Khi cảm thấy không cứu vãn được nữa, Lệ Phương quyết định bỏ nhà ra đi với hy vọng kiếm đủ tiền để đưa gia đình đi đến nơi khác sinh sống.
Mỹ Tâm gặp phải cú sốc khi thấy cảnh gia đình tan vỡ, cô bé thỉnh cầu cha xếp hoa tulip giấy với mình với niềm tin khi xếp đủ thì cô bé sẽ khỏi bệnh và gia đình sẽ trở lại hạnh phúc như xưa. Tuy nhiên Phong Vũ không có thời gian để làm những việc này mà vẫn tiếp tục cúng bái mê tín dị đoan. Nghe lời thầy Hà, Phong Vũ uống rượu nữ nhi hồng đã ngâm rắn cạp nong và một số kỷ vật của gia đình để thực hiện nghi thức lên đồng để đi vào minh giới, thể hiện sự thành tâm của mình với Từ Cô Quan âm nhằm đến Cung Nguyên thần tìm kiếm hoa bản mệnh của con gái. Tiếp đó, sau khi tỉnh lại, thầy Hà hướng dẫn cho Phong Vũ đổ rượu ngâm rắn cạp nong vào bồn tắm, rồi dìm Mỹ Tâm vào trong đó để thanh tẩy linh hồn và ngâm cô bé 7 ngày trong đó. Phong Vũ làm theo khiến cô bé bỏ mạng. Khi anh cố gắng tìm thầy Hà thì bà ta đã biến mất.

## Phát triển
Devotion lấy cảm hứng từ các trò chơi kinh dị góc nhìn thứ nhất khác như P.T., What Remains of Edith Finch và Layer of Fear. Các nhà phát triển trò chơi bày tỏ mong muốn tạo ra một trò chơi không khí cảm thấy quen thuộc với người chơi Đài Loan, giải thích rằng văn hóa của Đài Loan hiếm khi được thể hiện trong các trò chơi điện tử. Trong giai đoạn lập kế hoạch, Devotion không được hình dung là một trò chơi 3D góc nhìn thứ nhất, nhưng các cuộc thảo luận sau đó đã đưa trò chơi đi theo hướng đó để hiện thực hóa tầm nhìn của nhà sản xuất Giang Đông Dục. Nhóm phát triển gồm 12 người đã phải học phần mềm làm game 3D Unity trước khi bắt tay vào công việc.

## Âm nhạc
Soundtrack của Devotion tìm cách nắm bắt bầu không khí của thập niên 1980 tại Đài Loan bằng cách kết hợp các loại nhạc cụ truyền thống châu Á và các yếu tố âm nhạc dân gian. Album bao gồm một ca khúc chủ đề được viết và biểu diễn bởi ban nhạc indie Đài Loan "Thảo Đông Một Hữu Phái Đối" (草東沒有派對) từng đoạt giải Golden Melody Awards 2017, và một ca khúc chính mang tên Mã Đầu cô nương (碼頭姑娘) xuất hiện trong và ở đoạn kết của game.
| STT              | Nhan đề                                                                       | Phổ lời          | Phổ nhạc         | Thể hiện                                                                               | Thời lượng |
| ---------------- | ----------------------------------------------------------------------------- | ---------------- | ---------------- | -------------------------------------------------------------------------------------- | ---------- |
| 1.               | "Hoàn nguyện" "還願" (Ca khúc chủ đề)                                         |                  |                  | Thảo Đông Một Hữu Phái Đối                                                             | 03:45      |
| 2.               | "Tới trường" "熊熊上學去"                                                     |                  | Dương Thích Duy  |                                                                                        | 03:02      |
| 3.               | "Mạo hiểm trong rừng" "樹林冒險"                                              |                  | Dương Thích Duy  |                                                                                        | 01:59      |
| 4.               | "Giờ ngọ (nửa đêm)" "午夜時分"                                                |                  | Dương Thích Duy  |                                                                                        | 02:10      |
| 5.               | "Mỹ Tâm đâu con" "美心在哪？"                                                 |                  | Dương Thích Duy  |                                                                                        | 01:16      |
| 6.               | "Cấm cố" "禁錮"                                                               |                  | Dương Thích Duy  |                                                                                        | 01:09      |
| 7.               | "Hoa mận mở trong vài tháng" "梅花幾月開"                                     |                  | Dương Thích Duy  |                                                                                        | 00:40      |
| 8.               | "Trảo chu" "抓周"                                                             |                  | Dương Thích Duy  |                                                                                        | 01:17      |
| 9.               | "Bạn tin tôi cũng tin" "你相信我也相信"                                       |                  | Dương Thích Duy  |                                                                                        | 01:42      |
| 10.              | "Chiếc nhẫn tử thần dành cho bạn" "喪鐘為你而響"                              |                  | Dương Thích Duy  |                                                                                        | 01:04      |
| 11.              | "Không thể đối mặt" "無法面對"                                                |                  | Dương Thích Duy  |                                                                                        | 01:29      |
| 12.              | "Không còn đường quay lại" "無可回頭"                                         |                  | Dương Thích Duy  |                                                                                        | 02:15      |
| 13.              | "Quảng cáo truyền hình" "電視廣告"                                            |                  |                  | Dương Thích Duy, Đảng Truyền Tường, Dương Thích An, Vương Trạch Nguyên, Trần Kính Hằng | 03:05      |
| 14.              | "Mã đầu cô nương (Củng Lị Phương)" "碼頭姑娘 (鞏莉芳)" (Nhạc kết, dạo giữa)   | Giang Đông Dục   | Dương Thích Duy  | Hà Hạ                                                                                  | 03:48      |
| 15.              | "Mã đầu cô nương (Đỗ Mỹ Tâm)" "碼頭姑娘（杜美心）" (Nhạc kết, nhạc giữa game) | Giang Đông Dục   | Dương Thích Duy  | Lưu Chỉ Dung                                                                           | 03:48      |
| Tổng thời lượng: | Tổng thời lượng:                                                              | Tổng thời lượng: | Tổng thời lượng: | Tổng thời lượng:                                                                       | 33:09      |

## Sự đón nhận
Một số nhà phê bình game đã đưa ra những đánh giá tích cực khi so sánh Devotion với các game khác cùng thể loại như P.T. và Gone Home khi chúng là những tựa game khám phá góc nhìn thứ nhất phá vỡ cảm giác an toàn khi ở nhà. David Jagneaux của IGN đã cho Devotion 8.2 trong tổng số 10 điểm, ca ngợi đây là một "game kinh dị tâm lý tuyệt vời, ngắn gọc, súc tích, và giữ nhịp độ tốt từ đầu đến cuối." Mặc dù game có cách "dẫn dắt kể chuyện tuyệt vời" nhưng Jagneaux lại đánh giá phần gameplay "không gây ấn tượng sâu sắc lắm và hơi nhàm chán". Richard Wakeling của GameSpot đã chỉ ra sự chú ý của Red Candle Game đến những tiểu tiết, một điều "thiết lập và củng cố cảm giác quen thuộc của Devotion một cách hiệu quả", nhưng lại chỉ ra rằng những màn rượt đuổi ở cuối game thực sự "đáng tiếc" trong một tựa game có nhiều thứ đã làm tốt hơn những game kinh dị đương đại. Michelle Brohier của Stuff Malaysia khen ngợi về việc trò chơi đã đề cập đến những yếu tố truyền thuyết và kinh dị của nền văn hóa phương Đông nhưng lại cho rằng phần kết của game không tạo nên nhiều tác động sau khi được xây dựng một cách cuốn hút.
Devotion cũng như một tựa game khác của Red Candle Game là Detention đã được chọn để lưu giữ tại Thư viện Harvard-Yên Kinh, nơi lưu giữ bộ sưu tập các tác phẩm Đông Á lớn nhất được duy trì tại một trường đại học Hoa Kỳ.

## Sự cố

Lá bùa với ấn triện ghi "Tập Cận Bình Winnie the Pooh"

Vào ngày 21 tháng 2 năm 2019, tức là 2 ngày sau khi game được phát hành, người chơi đã phát hiện ra một lá bùa Phù lục được dán trên một bức tường trong game có dấu triện với dòng chữ "Tập Cận Bình Winnie the Pooh" (習近平小熊維尼, Tập Cận Bình tiểu hùng Duy Ni), nhắc đến một Meme Internet gần đây so sánh Nhà lãnh đạo tối cao kiêm Tổng bí thư Đảng Cộng sản Trung Quốc với chú Gấu Pooh, một nhân vật hoạt hình Disney nổi tiếng. Ngoài ra, trên bùa còn có các chữ "呢嘛叭唭" (Ni ma ba khí) mà trong tiếng Quan thoại được phát âm là "ní ma bā qì", nghe gần giống với "nǐ mā bā qī" (你媽八七, Nhĩ ma bát thất). "你媽" (Nhĩ ma) nghĩa là "mẹ mày" trong khi "八七" (peh tshit, bát thất) nghe gần giống như 白痴 (pe̍h-tshi, bạch si) nghĩa là "thằng ngốc" trong tiếng Phúc Kiến Đài Loan. Kết hợp lại với nhau, điều này đã được các game thủ Trung Quốc đại lục diễn giải là một sự xúc phạm đối với nhà lãnh đạo của họ. Chính điều này đã khiến Devotion bị các game thủ Trung Quốc "ném bom review" khiến tựa game vốn ban đầu có đánh giá trên Steam là "đa số tích cực" nhanh chóng trở thành "đa phần tiêu cực". Red Candle Games đã phản ứng bằng cách tung bản patch loại bỏ các chi tiết mang tính xúc phạm và thay thế nó bằng một lá bùa có dòng chữ "Cung hạ tân hi" (恭賀新禧, nghĩa là Chúc mừng năm mới), giải thích rằng trong quá trình phát triển game lá bùa kia chỉ được đưa vào game để giữ chỗ và đáng lẽ ra phải thay thế và xin lỗi vì đã không giám sát kỹ lưỡng. Tuy nhiên, do game còn chứa nhiều yếu tố được phân tích là xúc phạm Trung Quốc, nên đã dẫn đến việc trò chơi bị xóa khỏi Steam ở Trung Quốc vào ngày 23 tháng 2. Nhà phát hành Indievent và Winking Skywalker đã cắt đứt hợp đồng với Red Candle Game và Red Candle Game phải chịu trách nhiệm bồi thường cho những mất mát của họ do sự việc này gây ra. Vào ngày 25 tháng 2, công ty Red Candle Game đã gỡ bỏ trò chơi khỏi Steam trên phạm vi toàn cầu, với lý do khắc phục những sự cố kỹ thuật cũng như để chắc chắn rằng không còn thông điệp ẩn nào khác trong game.
Phó Thủ tướng Đài Loan Trần Kì Mại đã lên tiếng bảo vệ trò chơi liên quan đến "easter egg" có trong game và phát biểu rằng: "Chỉ ở các nước có tự do, dân chủ, sự sáng tạo mới có thể thoát khỏi sự hạn chế." Tài khoản Sina Weibo của Red Candle vẫn bị chặn và các bài đăng có chứa hashtag #Devotion vốn có hàng trăm triệu lượt xem trước khi xảy ra vụ việc, đã bị kiểm duyệt Trung Quốc ẩn đi. Sự việc này đã làm dấy lên mối lo ngại về tương lai của nền tảng Steam tại Trung Quốc, vốn không được chính thức chấp thuận cho phép hoạt động tại đây nhưng vẫn có thể truy cập được bởi khoảng 30 triệu người dùng từ Trung Quốc.
Vào tháng 7 năm 2019, chính phủ Trung Quốc đã thu hồi giấy phép của Indievent. Tuyên bố chính thức từ chính phủ tuyên bố rằng việc thu hồi là do vi phạm luật pháp liên quan. Red Candle Games đã đưa ra một lời xin lỗi vào cuối tháng nói rằng họ không có kế hoạch phát hành lại Devotion trong thời gian tới để "ngăn chặn những quan niệm sai lầm không cần thiết", nhưng sẽ xem xét lại việc phát hành lại trò chơi trong tương lai nếu "công chúng sẵn sàng nhận xét trò chơi này một cách hợp lý".